# Intercontinental Cup basketbal 1980
De Intercontinental Cup (basketbal) in 1980 vond plaats in Sarajevo. Van FIBA Europe speelde Real Madrid, Bosna Sarajevo en Maccabi Elite Tel Aviv mee. Van de Liga Sudamericana speelde AA Francana mee. De NCAA stuurde de Kansas All-Stars mee.

## Groepsfase
Eerste dag 1 oktober 1980
| Bosna Sarajevo | 111 - 93 | Kansas All-Stars       |
| Real Madrid    | 106 - 98 | Maccabi Elite Tel Aviv |

Tweede dag 2 oktober 1980
| Maccabi Elite Tel Aviv | 88 - 84 | Bosna Sarajevo   |
| AA Francana            | 86 - 74 | Kansas All-Stars |

Derde dag 3 oktober 1980
| AA Francana            | 116 - 73 | Real Madrid      |
| Maccabi Elite Tel Aviv | 94 - 85  | Kansas All-Stars |

Vierde dag 4 oktober 1980
| Maccabi Elite Tel Aviv | 88 - 74 | AA Francana |
| Bosna Sarajevo         | 93 - 91 | Real Madrid |

Vijfde dag 5 oktober 1980
| AA Francana | 81 - 80  | Bosna Sarajevo   |
| Real Madrid | 104 - 92 | Kansas All-Stars |

|    | Team                   | Pld | W | L | PF  | PA  | Points |
| -- | ---------------------- | --- | - | - | --- | --- | ------ |
| 1. | Maccabi Elite Tel Aviv | 4   | 3 | 1 | 388 | 356 | 7      |
| 2. | AA Francana            | 4   | 3 | 1 | 405 | 384 | 7      |
| 3. | Bosna Sarajevo         | 4   | 2 | 2 | 327 | 340 | 6      |
| 4. | Real Madrid            | 4   | 1 | 3 | 333 | 371 | 5      |
| 5. | Kansas All-Stars       | 4   | 1 | 3 | 379 | 381 | 5      |